# Constituția României din 1866
Constituția din 1866 este actul legislativ fundamental care a afirmat cadrul constituțional al României după proclamarea lui Carol I ca domnitor. 
Constituția a separat puterea executivă, condusă de domnitor, de cea legislativă, a păstrat separarea puterii judecătorești, și a stabilit regulile de succesiune ale monarhiei ereditare.
Ea poate fi adoptată de Adunarea Constituantă a Principatelor-Unite-Române fără a primejdui unirea și promulgată fără consultări cu puterile garante și Imperiul Otoman datorită unirii efective și autonomiei interne obținute în timpul domniei lui Cuza.  

## Context
Forma de guvernământ tradițională din Moldova și Muntenia nu a fost o monarhie ereditară. Domnitorii erau aleși din câteva familii (de exemplu, Mușatini sau Movilești în Moldova, Ghica sau Basarabi în Muntenia) într-o monarhie electivă.  Alegerea depindea de capacitățile individuale ale candidaților la domnie și de circumstanțe. Similar, Cuza a fost ales domnitor al Principatelor-Unite pentru a realiza unirea efectivă, cu înțelegerea că nu va fonda o monarhie ereditară (condiție acceptată de la început de el), deoarece celelalte familii nu ar fi fost de acord ca doar una din ele să contribuie la domnie. Fondarea unei monarhii ereditare de oricare alt membru al unei familii moldovene sau muntene ar fi dus la aceeași împotrivire din partea celorlalți. 
Dar o monarhie ereditară (sau o „dinastie”) care să guverneze după o constituție (o monarhie constituțională) era dorită pentru că ea acorda stabilitate guvernării, foarte necesară în acel moment, după abdicarea de la 11 februarie 1866 a lui Alexandru Ioan Cuza. Viitorul domnitor Carol I a ajutat la depășirea acestui impas. Un prinț dintr-o dinastie suverană străină, Carol de Hohenzollern era văr din partea mamei cu Napoleon al III-lea și înrudit și cu regele Prusiei. Carol obține acordul tatălui său, al regelui Prusiei și al cancelarului Bismarck și acceptă propunerea la 25 aprilie 1866. Însoțit pe parcursul călătoriei sale de Ion C. Brătianu, el ajunge în România prin Turnu Severin  și intră în București la 10 mai 1866, unde este proclamat domn de către Adunarea Legislativă în clădirea Mitropoliei. 
În tot acest timp s-a lucrat la pregătirea unei noi Constituții, care să afirme noul cadru constituțional al României.  Proiectul de Constituție al Consiliului de Stat, elaborat sub Locotenența Domnească și inspirat de Constituția Belgiei din 1831, a fost înaintat Adunării Deputaților recent alese la 1 mai 1866. Readus în discuție la 16 iunie 1866, proiectul de constituție a fost dezbătut de Adunarea Deputaților, transformată în Adunare  Constituantă, timp de 13 zile, după care a fost votat în forma finală. La 30 iunie 1866, domnitorul Carol I a depus jurământul pe noua Constituție. Constituția a fost promulgată de domn și publicată în Monitorul Oficial la 1 iulie 1866.

## Despre teritoriul României
Constituția afirmă unirea și numele de România 
„ Principatele-Unite-Române constituie un singur stat indivizibil sub denumirea de România. ”
și că nu va acceptată în viitor o înstrăinare a teritoriului României prin acorduri încheiate de Imperiul Otoman 
„ Teritoriul României este inalienabil. Limitele statului nu pot fi schimbate sau rectificate decât in virtutea unei legi. ”

## Drepturile românilor
Constituția precizează în detaliu libertăți și drepturi ale cetățenilor. 
Nu sunt admise clase  sau titlurile nobiliare și boierești 
Sunt afirmate libertatea individuală , dreptul la judecată , domiciliul inviolabil , dreptul la proprietate , libertatea conștiinței , libertatea învățământului și obligativitatea celui primar , libertatea presei (mai ales importantă după ce Cuza a restrâns-o substanțial de mai multe ori înainte) , libertatea întrunirilor  și de asociere . 
De asemenea, se acceptă reforma agrară a lui Cuza 
„ Proprietatea dată țeranilor prin legea rurală și despăgubirea garantată proprietarilor prin acea
lege, nu vor putea fi nici-o-dată atinse. ”
Un articol care se va dovedi controversat precizează că „Numai streinii de rituri creștine pot dobîndi împămentenirea”.  

## Separarea puterilor

### Puterea legislativă
Puterea legislativă este redată parlamentului bicameral, format din Adunarea Deputaților și Senat, în sesiune 3 luni pe an . Senatul devine un corp legislativ ales , după reguli diferite de alegerea Adunării, pentru a crește influența județelor cu o populație mai puțin numeroasă.
Ambele camere au drept de interpelare a miniștrilor , de inițiativă a legilor , iar Adunarea Deputaților discută și votează bugetul de stat. 
Domnitorul are autoritatea de a iniția legi, împreună cu Adunarea Deputaților și Senat . El aprobă („sancționează”)  și promulgă legile adoptate de parlament, formulează regulamente pentru exercițiul legii , și are dreptul de a dizolva ambele Adunări . Consiliul de Stat, care prepara proiectele de legi ale domnitorului, este însă desființat .

### Puterea executivă
Puterea executivă este condusă de domnitor, care „numește și revocă pe miniștrii săi” .
Guvernul, condus de primul ministru, prezintă proiecte de lege Parlamentului și pune în practică legile aprobate de Parlament. Miniștrii sunt responsabili de deciziile lor:
„ Nici un act al Domnului nu pote avé tărie decă nu va fi contra-semnat de un Ministru, care prin acesta chiar devine rĕspund̦ător de acel act.  ”
Domnitorul are drept de amnistie și grațiere (nu în cazul miniștrilor), numește și confirmă în toate funcțiile publice, este liderul suprem al armatei, are drept de a bate monedă, acordă distincții și decorații, etc. 

### Puterea judecătorească
Constituția nu trebuie să dea multe detalii despre organizarea judecătorească, pentru că ea a fost modernizată în timpul domniei lui Cuza, prin organizarea în tribunale, judecătorii, Ministerul Public, etc. De exemplu, Înalta Curte de Casație și Justiție a fost cerută de  Convenție și înființată de Cuza.
Deși „Hotărârile și sentințele ... se esecută în numele Domnului” , constituția păstrează separarea puterii judecătorești de cea executivă
„ El [domnitorul] nu pote suspenda cursul urmărirei sau al judecatei, nici a interveni prin nici un mod in administrația justiției.   ”
Similar, organizarea administrației locale, a finanțelor, a armatei pot fi descrise în linii generale.

## Monarhia ereditară
Monarhia constituțională ereditară 
„ Puterile constituționale ale Domnului sunt ereditare ...  ”
exclude femeile de la succesiune, iar moștenitorii tronului vor fi crescuți în religia ortodoxă. 
Constituția stabilește în detaliu regulile de succesiune   și de regență în cazul minorității succesorului. 

## Legea electorală
Noua lege electorală împarte din nou alegătorii după venit în colegii electorale, care fuseseră desființate în legea electorală din 1864. Asta face din nou ca voturile lor să nu mai fie egale, modificând guvernarea înapoi, dinspre democrația introdusă de Cuza spre oligarhie. 

## Modificări aduse Constituției din 1866
- 1879: art. 7, care condiționa cetățenia română de apartenența la rituri creștine, este modificat prin Legea Revisuitore a Art. 7 din Constituțiune, sancționată prin Decretul-Regal nr. 2186 din 12 octombrie 1879 (publicată în Monitorul Oficial nr. 323 din 13/25 octombrie 1879).
- 1881: România devine regat și titlul de „domn” este înlocuit cu cel de „rege”.
- 1884: pentru a face voturile mai egale numărul colegiilor electorale pentru alegerea Adunarea Deputaților este redus de la patru la trei.
- 1917: se modifică art. 57-67 (alegerea deputaților) și art. 19 (care declara proprietatea sacră și inviolabilă), pentru a se putea realiza reforma electorală (1918) și reforma agrară (1918-1921) de împroprietărire a soldaților pe baza promisiunilor din 1917. La 50 de ani după reformele electorale și agrare ale lui Cuza, marii latifundiari s-au văzut nevoiți să accepte continuarea lor.

## Importanță
Constituția din 1866 a reprezentat un simbol al monarhiei române, ea fiind prima dintre cele trei legi fundamentale aflate în uz în timpul acesteia. Prin adoptarea modelului belgian, constituția a reprezentat un pas către o mai mare influență occidentală.